# تركي الأول بن عبد العزيز آل سعود
تركي الأول بن عبد العزيز آل سعود (1313- 1337 هـ / 1896- 1919 م) هو الابن البِكْر لأمير نجد عبد العزيز آل سُعود ملك المملكة العربية السعودية فيما بعد، من زوجته الثانية وضحة بنت محمد العرير من شيوخ بني خالد. كان تركي الأول الوريثَ الواضح لوالده من عام 1902 إلى عام 1919. رافق تركي والده في غزَواته في سنٍّ مبكِّرة، وشهد معارك في الكويت والأحساء. تولَّى في بداية حُكم أبيه إمارة منطقة القصيم. وتوفي في جائحة الأنفلونزا 1918- 1919، التي أودت بحياة الكثيرين في المنطقة. وحلَّ محلَّه شقيقه الأصغر منه سعود وريثًا للملك.

## نشأته
وُلد الأمير تركي الأول بن عبد العزيز آل سعود في الكويت، عام 1313هـ/ 1896م، وقد عاش طفولته الأولى في الكويت حتى السادسة من عمره، وترعرع في كنف والديه، وجده، وعمته الأميرة نورة. تلقى الأمير تركي تعليمه الأولي في كتاتيب الرياض، حيث تعلم القراءة والكتابة وبعضاً من أمور الدين. كما اكتسب مزيداً من المعلومات والمعارف بحضور مجلس والده الذي كان يقيمه في قصره بعد صلاة العشاء من كل يوم.
تزوج الأمير تركي في العشرين من عمره، وقد تأخر قليلاً في عُرف ذلك الزمن؛ بسبب انشغاله بالحملات العسكرية، وأنجب من زوجاته ولدان وثلاث بنات، مات منهم بنتان وولد في بداية طفولتهم، وبقي الأمير فيصل والأميرة حصة.

## صفاته وهواياته
تحلى الأمير تركي بعدة صفات، فهو رفيع، له وجه شاحب ولطيف، وله عينان سوداوان صغيرتان، مضياف، محبوب لدى والديه كثيراً، وقد اشتهر بشجاعته، وبسالته العسكرية. كما اكتسب الأمير تركي مهارة ركوب الخيل والإبل منذ الصغر، وكان له اسطبل يُعد من أميز اسطبلات الخيل.

## معاركه
وكَّلَه الملك عبد العزيز وهو في مُقتبَل عمره بعدد من الحمَلات الأمنية والوقائع الحربية، ومن أهمِّ المعارك التي شارك فيها: معركة هدية عام 1328هـ/ 1910م، وحملة قرب آبار عضيب المكحول، وغارة الحمرا عام 1329هـ/ 1910م، وحملة ضمِّ الأحساء، وتعد من المعارك الحاسمة التي شارك فيها عام 1330هـ/ 1913هـ.
وشارك أيضًا في معركة جراب عام 1333هـ/ 1915م، ومعركة كنزان في العام نفسه، وقاد العديد من الحمَلات في النصف الأول من عام 1334هـ/ 1916م.

## وفاته
توفي الأمير تركي الأول بن عبد العزيز آل سعود عام 1337هـ/ 1919م، بالوافدة الإسبانيولية التي حصدت الكثير من أهالي نجد. وعلى الرغم من استعانة الملك عبد العزيز آل سعود بالأطبَّاء من الأقطار المجاورة كان استفحال المرض وانتشارهأوسعَ وأكبر. وتوفي معه أخوه الأمير فهد الأول بن عبد العزيز آل سعود، وزوجة والده الأميرة الجوهرة بنت مساعد بن جلوي آل سعود، وعُرفت تلك السنة بسنة الرحمة لكثرة الوَفَيات فيها.

## أسرته
| الزوجة                                             | أبناؤه منها |
| -------------------------------------------------- | --- |
| الأميرة نوير بنت عبيد بن حمود الرشيد               | فيصل بن تركي الأول بن عبد العزيز آل سعود. |
| الأميرة طرفة بنت محمد بن إبراهيم آل مهنا أبا الخيل | حصة بنت تركي الأول بن عبد العزيز آل سعود، (متزوجة من الأمير عبد العزيز بن فيصل بن عبد العزيز بن سعود بن فيصل آل سعود ولها من الأبناء الأمير فيصل، والأمير تركي). |
| الأميرة هيا بنت عبد الله بن محمد الربدي            | |